# باغتشة (أيل تيمور)
باغتشة (بالفارسية: باغچه) هي قرية تقع في إيران في أذربيجان الغربية. يقدر عدد سكانها بـ 396 نسمة بحسب إحصاء 2016.